# Olympische Sommerspiele 1948/Teilnehmer (Ceylon)
| Gelbes Symbol für Goldmedaillen mit stilisierten Olympischen Ringen | Graues Symbol für Silbermedaillen mit stilisierten Olympischen Ringen | Braundes Symbol für Bronzemedaillen mit stilisierten Olympischen Ringen |
| ------------------------------------------------------------------- | --------------------------------------------------------------------- | ----------------------------------------------------------------------- |
| —                                                                   | 1                                                                     | —                                                                       |

Ceylon, das heutige Sri Lanka, nahm an den Olympischen Sommerspielen 1948 in London mit einer Delegation von sieben männlichen Athleten an neun Wettkämpfen in zwei Sportarten teil.

## Teilnehmer nach Sportarten

### Boxen
- Leslie Handunge
Fliegengewicht: 2. Runde
- Albert Perera
Bantamgewicht: Viertelfinale
- Eddie Grey
Leichtgewicht: 2. Runde
- Alex Obeysekera
Weltergewicht: 2. Runde

### Leichtathletik
- John De Saram
200 m: Viertelfinale
400 m: Vorläufe
- Duncan White
200 m: Vorläufe
400 m: Silber
- Gallage Peiris
Weitsprung: kein gültiger Versuch in der Qualifikation
Dreisprung: kein gültiger Versuch in der Qualifikation